# Kaptajn Grants børn
Kaptajn Grants børn (originaltitel: Les Enfants du capitaine Grant) er en roman af den franske forfatter Jules Verne. I bogen hører man meget om skibe, om lord Edward og hans skib Duncan. Han og nogle venner sejler ud til tre mænd, som var forsvundet.
Romanen er filmatiseret flere gange, bl.a. ved den sovjetiske film fra 1936, Kaptajn Grants Børn